# Piers Merchant

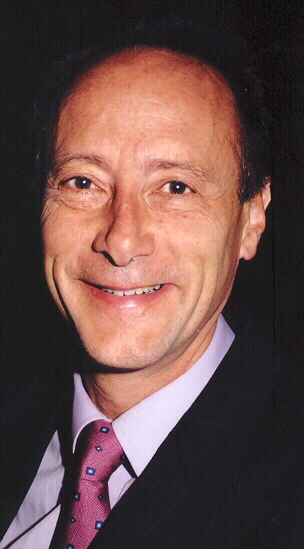
Piers Merchant

Piers Rolf Garfield Merchant (* 2. Januar 1951; † 21. September 2009) war ein britischer Politiker.
Merchant studierte an der University of Durham Rechts- und Politikwissenschaft. Nach dem Studium wurde er dann als Journalist aktiv und arbeitete für The Journal in Newcastle, wo er die nächsten neun Jahre verbrachte. 
Seine politische Karriere begann 1983, als er im Wahlkreis Newcastle upon Tyne Central, in dem er bereits 1979 erfolglos kandidiert hatte, für die Conservative Party in das House of Commons gewählt wurde. Im Jahr 1987 konnte er sein Mandat jedoch nicht verteidigen. Der erneute Einzug in das House of Commons gelang ihm erst wieder 1992 im Wahlkreis Beckenham. Als er 1997 im Zuge einer Affäre mit einer 17-jährigen Sohoer Nachtclubhostess in die öffentlichen Schlagzeilen geriet, führte dies letztendlich zu seinem Rücktritt als Abgeordneter. Nach seinem Ausscheiden aus der Politik wurde Merchant für die London Chamber of Commerce & Industry tätig.
Im Jahr 2002 trat er der UK Independence Party bei und kandidierte für sie zwei Jahre später erfolglos bei den Europawahlen.
Merchant war seit 1977 verheiratet und hatte zwei Kinder, einen Sohn und eine Tochter. Er starb am 21. September 2009 im Alter von 58 Jahren an den Folgen einer Krebserkrankung.